# Mulher de Manoá

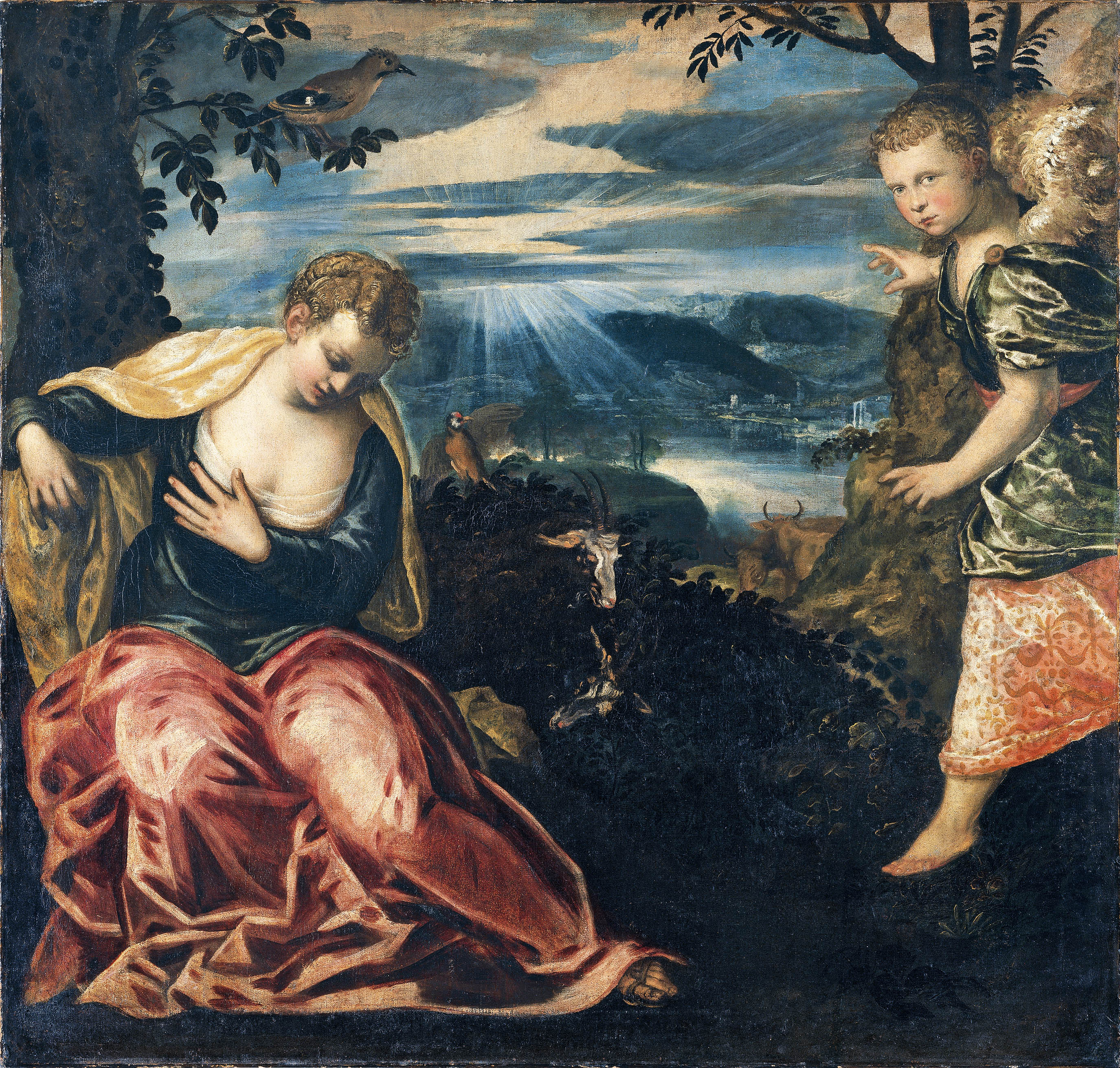
A Aparição para a Mulher de Manoá por Tintoretto.

A mulher de Manoá ou esposa de Manoá é uma figura sem nome no Livro dos Juízes. Ela é apresentada em Juízes 13:2 como mulher estéril. O anjo do Senhor aparece para ela e diz que ela terá um filho. Mais tarde, ela dá à luz a Sansão.
J. Cheryl Exum argumenta que a esposa de Manoá é mais perspicaz que o marido, pois "sente ao mesmo tempo algo de outro mundo" sobre o homem de Deus que a visita e "reconhece um propósito divino por trás da revelação". Bruce Waltke a considera cínica, observando que, ao contrário de Ana, ela não ora por um filho nem louva a Deus depois.
A tradição rabínica antiga identifica essa mulher como Hazelelponi, mencionada em 1 Crônicas 4:3, embora o Talmud identifique a mãe de Sansão como uma mulher chamada "Tzelelponit" (hebraico: צללפונית).

## Narrativa bíblica
Manoá era um israelita de Zorá, descendente dos danitas e a sua esposa não conseguia conceber. O anjo do Senhor apareceu à esposa de Manoá e proclamou que o casal logo teria um filho que começaria a libertar os israelitas dos filisteus.
O Anjo do Senhor declarou que a esposa de Manoá deveria se abster de todas as bebidas alcoólicas, e seu filho prometido não deveria fazer a barba ou cortar os cabelos. Ele era nazireu desde o nascimento. No Israel antigo, aqueles que queriam se dedicar especialmente a Deus por um tempo podiam fazer um voto nazireu que incluía abster-se de vinho e bebidas fortes, não cortar cabelos ou fazer a barba, e outros requisitos. A esposa de Manoá creu no anjo do Senhor; o marido dela não estava presente, então ele orou e pediu a Deus que enviasse o mensageiro mais uma vez para ensiná-los a criar o menino que iria nascer.
Depois que o anjo do Senhor voltou, Manoá perguntou seu nome, mas ele disse: "Por que pergunta o meu nome? Meu nome está além do entendimento". Manoá então preparou um sacrifício, mas o anjo do Senhor só permitiria se este fosse feito para Deus. Ele tocou-o com seu cajado, tragando-o milagrosamente em chamas e depois subiu ao céu no fogo. Essa era uma evidência tão dramática da natureza do Mensageiro que Manoá temia por sua vida, pois se dizia que ninguém poderia viver depois de ver Deus. No entanto, sua esposa o convenceu de que, se Deus planejasse matá-los, ele nunca teria revelado essas coisas a eles. No devido tempo, o filho deles, Sansão, nasceu e ele foi criado de acordo com as instruções do anjo.